# Ewa Żebrowska
Ewa Żebrowska – polska językoznawczyni, dr hab. nauk humanistycznych, profesor nadzwyczajny Wydziału Humanistycznego Akademii Humanistycznej i Ekonomicznej w Łodzi, Instytutu Komunikacji Specjalistycznej i Interkulturowej Wydziału Lingwistyki Stosowanej Uniwersytetu Warszawskiego, oraz Katedry Filologii Germańskiej Wydziału Humanistycznego Uniwersytetu Warmińsko-Mazurskiego w Olsztynie.

## Życiorys
W 1988 ukończyła studia filozofii teoretycznej na Katolickim Uniwersytecie Lubelskim, a w 1990 studia filologii germańskiej na Uniwersytecie Marii Curie- Skłodowskiej w Lublinie, 19 grudnia 2000 obroniła pracę doktorską Morfologia byłej środkowoniemieckiej gwary kolonizacyjnej Sętala i okolic, 15 września 2005 habilitowała się na podstawie pracy zatytułowanej Szyk części wypowiedzenia w wysokopruskim. 19 grudnia 2014 uzyskała tytuł profesora nauk humanistycznych.
Została zatrudniona na stanowisku profesora w Instytucie Neofilologii na Wydziale Humanistycznym Uniwersytetu Warmińsko-Mazurskiego w Olsztynie, oraz profesora nadzwyczajnego w Instytucie Komunikacji Specjalistycznej i Interkulturowej na Wydziale Lingwistyki Stosowanej Uniwersytetu Warszawskiego, na Wydziale Humanistycznym Akademii Humanistycznej i Ekonomicznej w Łodzi, a także w Katedrze Filologii Germańskiej na Wydziale Humanistycznym Uniwersytetu Warmińsko-Mazurskiego w Olsztynie.
Jest członkiem zarządu Stowarzyszenia Germanistów Polskich i członkiem Rady Dyscypliny Naukowej - Językoznawstwa Uniwersytetu Warmińsko-Mazurskiego w  Olsztynie.
Była kierownikiem w Katedrze Filologii Germańskiej na Wydziale Humanistycznym Uniwersytetu Warmińsko-Mazurskiego w Olsztynie.